# A Reconstructed Rebel
Pour plus de détails, voir Fiche technique et Distribution.
A Reconstructed Rebel est un film muet américain réalisé par Colin Campbell et sorti en 1912.

## Fiche technique
- Titre : A Reconstructed Rebel
- Réalisation : Colin Campbell
- Scénario : Emmett C. Hall
- Producteur : William Selig
- Société de production : Selig Polyscope Company
- Pays d'origine :  États-Unis
- Format : Noir et blanc — 35 mm — 1.33:1 — Muet
- Genre : Western
- Dates de sortie : 
  -  États-Unis : 30 mai 1912

## Distribution
- Hobart Bosworth : Colonel Yancey
- Roy Watson : Colonel Winston
- Tom Santschi : Dick Winston
- Betty Harte : Louise Yancey
- Al Ernest Garcia
- Baby Lillian Wade
- Tom Mix